# Peperomia andicola
Peperomia andicola är en pepparväxtart som beskrevs av Gustav Adolf Hugo Dahlstedt. Peperomia andicola ingår i släktet peperomior, och familjen pepparväxter. Inga underarter finns listade i Catalogue of Life.